# Феррис Бюллер
Феррис Бюллер (нем. Ferris Bueller), наст. имя Сёрен Бюлер, нем. Sören Bühler; род. 29 сентября 1971, Фрайбург-в-Брайсгау) — немецкий музыкант и продюсер, известный по участию в первом составе группы Scooter в 1993—1998 годах и ремикс проекта The Loop! 1993—1998.

## Биография
Сёрен взял псевдоним в честь главного героя фильма «Феррис Бьюллер берёт выходной», который носил похожую фамилию. Получил известность как один из основателей и участников группы Scooter в конце 1993 — начале 1994 года.  Также был участником ремикс проекта The Loop! 1993—1998 и Kosmos 1994. Ушёл из Scooter в начале 1998 года из-за депрессивного состояния, мешающего работе. После этого выпустил три собственных сингла (под именем Ferris), не имевших особого успеха.
В мае 2001 года открыл в Ганновере собственную студию и продюсерскую группу Nuturn (вместе с Каем Паншов). В 2002 году выпустил совместный с ещё одним бывшим участником группы Scooter Акселем Куном сингл в рамках проекта «Fragrance» — «Don’t Break My Heart».
В 2001 году Феррис, в качестве продюсера своей студии «Nuturn», занимался разработкой английской версией хита группы Scooter «Nessaja», награждённого золотом в Германии и попавшего в десятку в чартах в более чем 20 странах мира. Также над ней работал и Аксель Кун.
На данный момент Феррис вместе со своей компанией помогает в продюсировании молодых немецких исполнителей.

## Дискография

### В составе Scooter
альбомы
- 1995: …and the Beat Goes On!
- 1996: Our Happy Hardcore
- 1996: Wicked!
- 1997: Age of Love
- 1998: Rough & Tough & Dangerous – The Singles 94/98

синглы
- 1994: «Vallée de larmes»
- 1994: «Hyper Hyper»
- 1995: «Move Your Ass!»
- 1995: «Friends»
- 1995: «Endless Summer»
- 1995: «Back in the U.K.»
- 1996: «Let Me Be Your Valentine»
- 1996: «Rebel Yell»
- 1996: «I’m Raving»
- 1996: «Break It Up»
- 1997: «Fire»
- 1997: «The Age of Love»
- 1997: «No Fate»

Компакт-диски с интервью
- 1995: Scooter - ...And The Beat Goes On - Radio-Service CD,  1996 Scooter - Our Happy Hardcore - Radio-Press Kit.

Видеокассеты
- 1996: Happy Hardcore Clips ...And The Show Goes On! VHS, 1998: Rough & Tough & Dangerous - The Singles 94/98 VHS

Ремиксы
- 1995: Interactive - Living Without Your Love - Scooter remix (4:25)
- 1995: Shahin & Simon - Do The Right Thing - Scooter radio remix (3:50), Scooter remix (4:42)
- 1995: Ultra-Sonic - Check Your Head -  Scooter remix (5:31)

В составе The Loop!
ремиксы
- 1994: Community feat. Fonda Rae - Parade - The Loop! Short cut (4:00)

- 1994: Holly Johnson - Legendary Children - The Loop's Radio Cut (3:38), The Loop's Classic Extended Mix (5:14)
- 1994: Tony Di Bart - The Real Thing (If I Can't Have You) - The Complete Loop! Remix (5:37), The Loop! Short Cut
- 1994:  Ru Paul - Everybody Dance  - The Loop's Monstermix (7:34)
- 1994: Tag Team - Here It Is! Bamm! - The Loop Short Cut (3:24), The Loop Reconstruction (6:01)
- 1994:  Adeva - Respect! - Fast Forward Mix (Reconstructed by The Loop!) (8:06), Fast Forward Single Mix (Reconstructed by The Loop!) (3:41)
- 1995:  Kosmos feat. Mary K -  The Loop! remix (4:48)
- 1995:  Prince Ital Joe feat. Marky Mark - Babylon - Loop! remix (6:34)
- 1995: Chiron - I Show You (All My Lovin') Reconstructed by The Loop! (5:47)
- 1996: DJ Hooligan - I Want You  - The Loop! mix (4:57)
- 1998 : Clubtone feat. Oliver Cheatham - Put A Little Love In Your Heart - The  Loop Club Sensation (5:25)
- 1998: D.O.N.S. feat. Technotronic - Pump Up The Jam - The Loop! Radio edit (3:27), The Loop! remix (5:03)
- 1999 VA - Mister DJ vol.4 -  6. Chrome & Price - Sunrise (Edition Loop D.C.)

The Loop! треки
1996 VA - Bugs Bunny Und Seine Techno Freunde  10. The Loop! feat. Yosemite Sam - Heureka (3:45),  12. Duffy Duck - Wer Oder Was (3:36)
В составе Cosmos  feat. Mary K
Cингл
- 1994:  Codo (Airplay mix) (3:44), (Extended mix) (5:06), The Mission (B-side) 7:00

Ham & Eggs (Ferris, Nils Ruzicka & Thomas Pusch)
1998: The Great Song Of Indifference (винил)
- A1. Breakfast Club Remix (6:49), A2. Long Breakfast Mix (5:18)

- B1. Sausage Jam Dub (5:24), B2. Sausage Dub (4:34)

Ancient of Mumu (A.O.M.) Ferris, Axel Coon & Kai Zepmeisel
Сингл
2003: Living
- 1. Reprise (1:11), 2. Radio & Video version (3:31), 3. LMP vs. Axel Coon edit (3:35), 4. Full Live mix (4:57), 5. Original Club mix (5:16)

- 6. LMP vs. Axel Coon remix (5:25), 7. Pop Radio version (4:37)

Fragrance (Ferris, Axel Coon, Silvio von Lichtenstein & Kai Zepmeisel
2003: Don't Break My Heart
- 1. Original Radio edit (3:31), 2. Alphazone Radio mix (3:26), 3. Lazard Radio version (3:28), 4. Accuface Full Radio version (3:51), 5. Nebulus Short cut (3:29)

- 6. Original Club mix (5:45), 7. Lazard remix (7:45), 8. Kaze remix (6:50), 9. Alphazone remix (8:00), 10. Accuface vs. Norman Freeman Club mix (8:25)

- 11. Nebulus remix (6:40), 12. Accuface vs. Norman Freeman Full Vocal mix (8:41)

Fragrance Ремиксы 2003:  Rock Ryders - Don't You Know (Fragrance remix) 6:44
3 Global Players (Ferris, Axel Coon & Kai Penschow)
2008: Daydream (Web)
- 1. Original Club Mix Edit (3:08), 2. Original Club Mix (5:04), 3. Axel Coon Club Remix Edit (3:03), 4. Axel Coon Club Remix (4:58)
- 5. Tommy Jay Tomas Remix Edit (3:10), 6. Tommy Jay Tomas Remix (5:49), 7. Discotronic Remix Edit (3:41), 8. Discotronic Remix (6:25)
- 9. Axel Coon Jumpstyle Booty Mix (6:21), 10. Axel Coon Club Vinyl Mix (5:52)

### Сольное творчество
Синглы
1998 Girl
- Radio Mix (3:45)
- Unplugged (3:45)
- Nightflight Mix (7:08)
- Ipanema Mix (3:21)

1999 Heaven
- Heaven — Radio mix (4:12)
- About You (4:21)
- Heaven — Transformation Dub (5:09)
- Heaven — Panic’o’mania (remix by Mega’Lo’Mania) (5:40)

2003 Living (Without Your Love)
- Living — Radio & Video version (3:17)
- Living — Live mix (4:53)
- Living — Original Club mix (5:16)
- Living — LMP vs. Axel Coon edit (3:35)
- Don’t Feel Sorry (5:51)

2021 Alright (Sound-X-Monster Version)
- Alright (Sound-X-Monster Version)	2:51

2021 Alright (The Mixes Special Edition)
- Alright (Sound-X-Monster Extended Mix)
- Alright (Fidel Wicked Remix)
- Alright (Cartland Remix)
- Alright (Zarotta Remix)
- Alright (Daytonite Remix)
- Alright (Fidel Wicked Remix Edit)
- Alright (Fidel Wicked Chill Out Remix)

Прочее песни
- 2020 Ferris & Friends – Call My Name (3:16)
- 2022 Dance (3:42)

Unreleased song
- I’m Back

Видеоклипы Ferris
- Girl
- Heaven
- Living (Without Your Love)

Информация
Оригинал песни Heaven - Брайан Адамс (Bryan Adams) 1984
Оригинал песни Don't Break My Heart - Дэн Хэрроу (Den Harrow) 1987